# Фора (мережа магазинів)
«Фо́ра» — торгова мережа продовольчо-промислових супермаркетів в Україні. Заснована у грудні 2002 року. Належить торговельній корпорації Fozzy Group, яка також володіє мережею супермаркетів «Сільпо», оптових гіпермаркетів Fozzy та супермаркетів-дискаунтерів Thrash!. Станом на жовтень 2018 року мережа була присутня у 76 населених пунктах у 8 областях та нараховувала понад 240 супермаркетів. Мережа мала близько 7 тис. співробітників та її щодня відвідували приблизно 400 тис. клієнтів.[джерело?]
Мережа присутня у таких регіонах: Київ, Вінницька область, Житомирська область, Київська область, Полтавська область, Сумська область, Хмельницька область, Черкаська область, Чернігівська область, Рівненська область. Найбільше магазинів у Києві та Київській області. На усі інші області припадає загалом 20 магазинів. У Полтавській, Сумській та Хмельницькій областях працює по 1 магазину, а в Черкаській та Рівненській областях - по 2 магазини.
В червні 2025 року в місті Бережани відкрився перший в Тернопільській області супермаркет "ФОРА", торговою площею біля 1000 квадратних метрів, стоянкою на 55 автомобілів.

## Історія
У грудні 2002 року відбулося відкриття першого магазину у Києві.
В листопаді 2013 року «Фора» почала ребрендинг, а саме почала відкривати магазини в новому стилі. Першим став магазин в Києві на вулиці Ентузіастів 37.
У липні-серпні 2016 року ГО «Фундація.101» провела моніторинг якості харчових продуктів у супермаркетах України. Моніторинг здійснювався волонтерами, які забажали взяти участь у проєкті. За період дослідження було здійснено 447 моніторингових візитів до супермаркетів з різних мереж та надіслано таку ж кількість онлайн-звітів. В опублікованому антирейтингу мережа «Фора» зайняла друге місце після «Сільпо»: факти продажу зіпсованих м'ясних виробів фіксувались у 51 % випадків, а випадків прострочених товарів було 48 %.
В травні 2017 року мережа «Фора» почала відкривати преміальні супермаркети «Favore», першим став супермаркет в смт Козин за адресою вул. Обухівське шосе, 39. Ці преміальні супермаркети відрізняються тим, що там продають делікатеси з різних куточків світу (наприклад іспанський хамон, швейцарський шоколад, італійську пасту), натуральні фермерські продукти, вина середнього та преміального цінових сегментів (професійні сомельє найняті як продавці-консультанти). У власній пекарні Favore випікаються хліб, повітряні багети, чіабата, рулети, пироги та піца.
У 2017—2018 мережа супермаркетів «Фора» брала участь в благодійній кампанії «Серце б'ється завдяки вам…» метою якої було зібрати кошти для проведення операцій дітям із вродженими вадами серця. Перша хвиля благодійного проєкту відбувалась з 15 вересня до 23 жовтня 2017, а друга з 15 березня до 15 квітня. У вересні 2018 мережа брала участь в благодійній акції «Лапа Допомоги», під час якої 1 гривня з кожної придбаної в мережі упаковки корму для тварин перераховувалась на
допомогу тваринам притулку «Сіріус».

### Статистика
| Роки | Магазинів | Чисельність персоналу |
| ---- | --------- | --------------------- |
| 2002 | 2         |                       |
| 2006 | 61        | 1 716                 |
| 2010 | 134       | 3 515                 |
| 2014 | 212       | 5 166                 |
| 2018 | 240       | 6 676                 |

## Нагороди
- У 2015 році «Фора» перемогла у номінації «Найкраща мережа магазинів біля дому» конкурсу «Retail Awards 2015».[6]
- У 2017 році мережа перемогла у номінації «Вибір споживача 2017» та увійшла до списку «Кращих постачальників товарів та послуг» за версією Всеукраїнського галузево-аналітичного центру.[7]

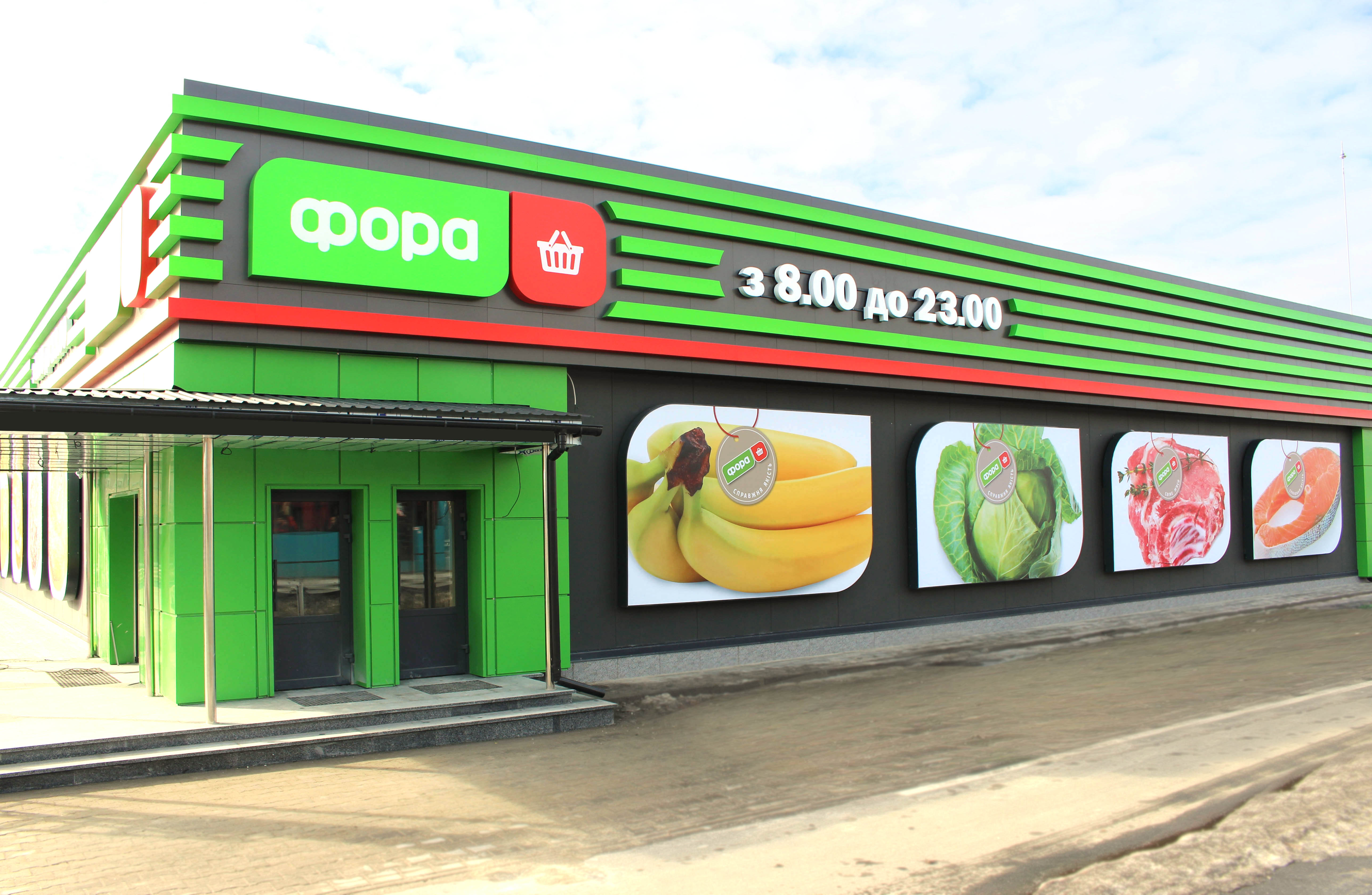
Фора

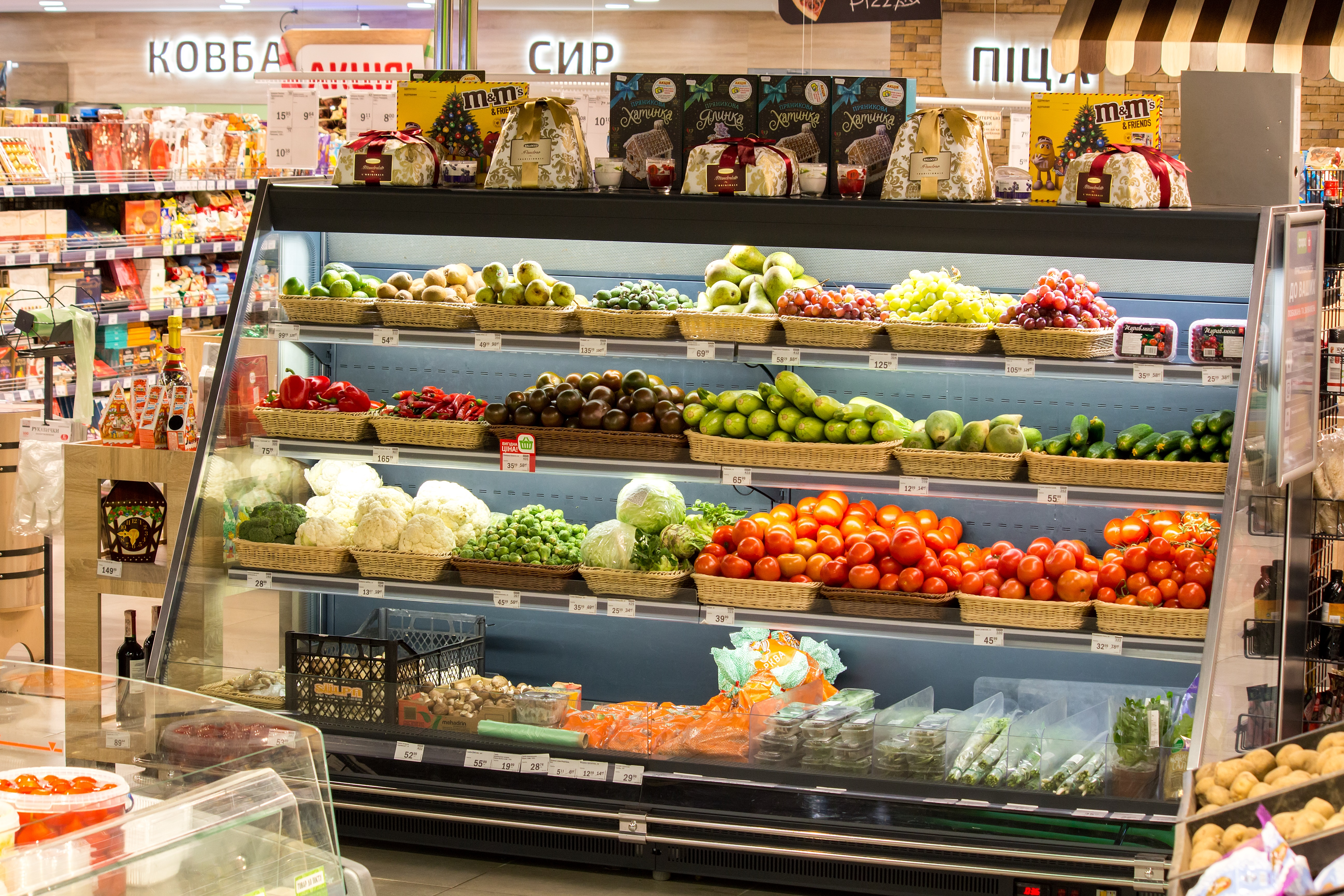

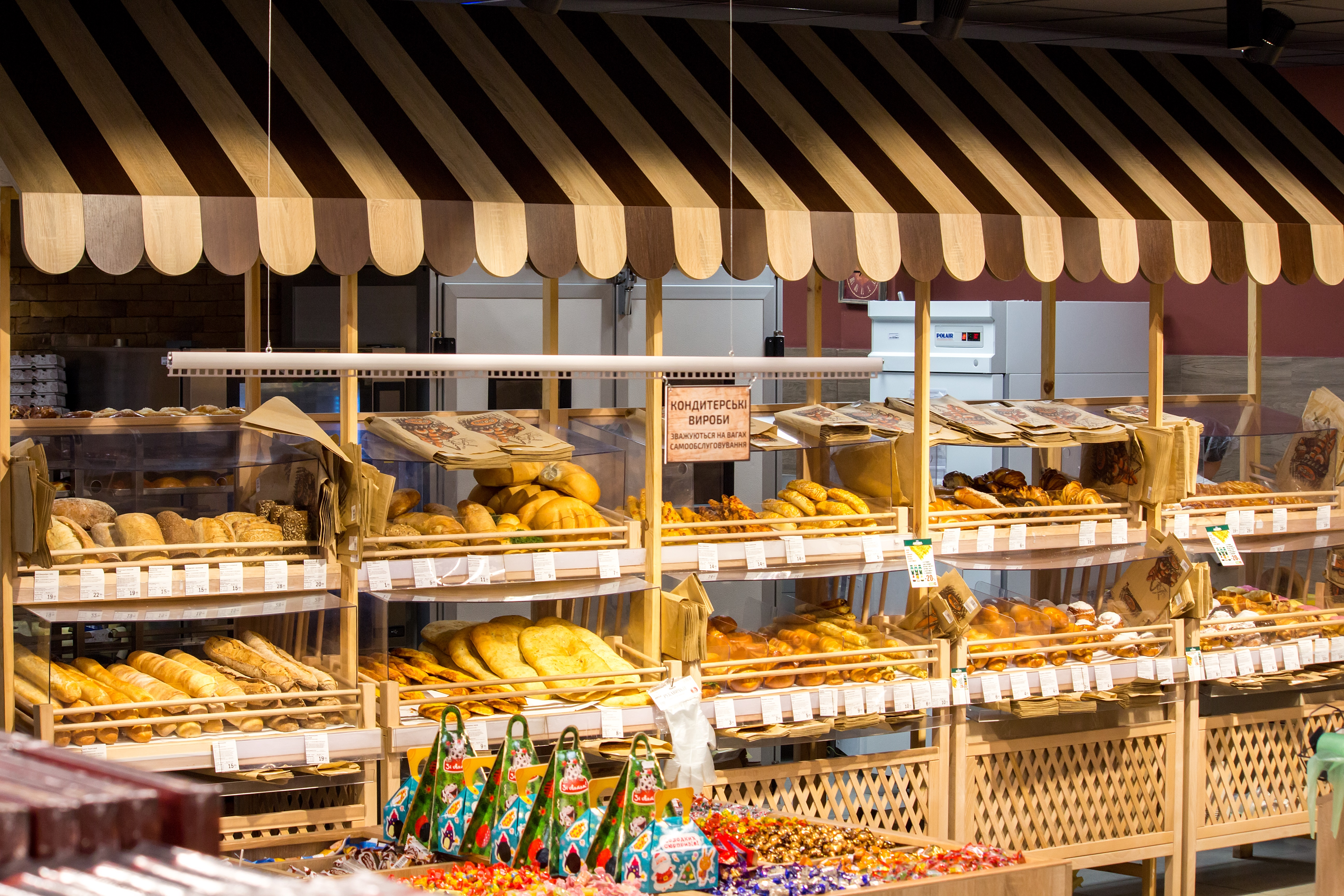